# تبلدي غرنديدي
تبلدي غرنديدي (الاسم العلمي:Adansonia grandidieri) هو نوع من النباتات يتبع جنس التبلدي من الفصيلة الخبازية.

## التسمية
من الأسماء الأخرى لهذا النبات: باوباب غرنديدي وبوحباب غرنديدي وأدانسونية غرنديدية وخبز القرود الغرنديدي